# 顾稼丰
顾稼丰（1962年7月—），男，中华人民共和国外交官，曾任中华人民共和国驻巴塔总领事。

## 生平
1985年，进入中华人民共和国外交部工作，先后在驻圣多美和普林西比大使馆、驻赤道几内亚大使馆、外交部拉丁美洲和加勒比司、驻圣保罗总领事馆任职。2006年，任驻厄瓜多尔大使馆参赞。2011年，任驻墨西哥大使馆参赞。2013年10月，出任中华人民共和国驻巴塔总领事。2018年1月，离任。现任外交部拉丁美洲和加勒比司参赞。

## 家庭
已婚，有一子。